# Fléac-sur-Seugne
Fléac-sur-Seugne è un comune francese di 371 abitanti situato nel dipartimento della Charente Marittima nella regione della Nuova Aquitania.

## Società

### Evoluzione demografica
Abitanti censiti